# Doméstico (Império Romano)
Um doméstico (em latim: domesticus) era um membro dos domésticos (em latim: domestici) ou protetores domésticos (protectores domestici), uma unidade de guarda de elite ou corpo de guarda-costas do imperador que ficava estacionada no palácio imperial. O chefe dos domésticos, o conde dos domésticos foi um homem ilustre (vir illustris). Havia dois destes comandantes, um para as unidades montadas (em latim: Comes domesticorum Equitum; lit. conde dos domésticos cavaleiros) e outro para as unidades a pé (em latim: Comes domesticorum Peditum; lit. conde dos domésticos de infantaria).[carece de fontes?]